# Tuczno-Wieś
Tuczno-Wieś [pronunciación en polaco: /ˈtut͡ʂnɔ ˈvjɛɕ/] es un pueblo en el distrito administrativo de Gmina Złotniki Kujawskie, dentro del Distrito de Inowrocław, Voivodato de Cuyavia y Pomerania, en el norte de Polonia. Se encuentra aproximadamente 6 kilómetros al sur de Złotniki Kujawskie, 13 kilómetros al noroeste de Inowrocław, 31 kilómetros al sur de Bydgoszcz, y 41 kilómetros al sudoeste de Toruń.
El pueblo tiene una población de 1,600 habitantes.